# Infrastruktura
Infrastruktura (z franc. infrastructure, doslova: co je pod stavbami) je v nejobecnějším smyslu slova množina propojených strukturálních prvků, které pak udržují celou strukturu pohromadě. Obvykle se používá pouze pro struktury, které jsou uměle vytvořené. Termín infrastruktura se používá v různém smyslu v řadě odvětví. Nejhojnější použití má v ekonomii, kde popisuje fyzickou infrastrukturu jako třeba budovy nebo silnice.

## Definice a původ
Infrastruktura obecně je množina propojených stavebních prvků, které poskytují rámcovou podporu celku. Termín infrastruktura má různé významy v různých oblastech, ale nejčastěji je chápán ve vztahu k silnicím, letišti či technickému vybavení. Tyto různé prvky mohou být souhrnně pojmenovány jako civilní infrastruktura, městská infrastruktura či veřejné komunikace a stavby. Infrastruktura může být zřízena a spravována soukromým sektorem nebo státem.
Termín infrastruktura má svůj původ v 19. století ve Francii a během první poloviny 20. století primárně označoval vojenská zařízení. Pojem se stal módním v 80. letech 20. století v USA, kdy kniha „Amerika v troskách“ (America in Ruins, Choate and Walter, 1981) odstartovala veřejně politickou diskuzi o národní „infrastrukturní krizi“, zaviněnou desetiletími nedostatečných investic a špatné údržby veřejných komunikací a staveb. Jednání trpěla nepřesnou definicí pojmu infrastruktura. Národní výzkumná rada USA (National research council) zjistila, že pojem infrastruktura je mezi lidmi různě chápán, a zavedla tuto definici:
„Veřejná infrastruktura se vztahuje jak ke specifickým funkcím – dálnice, ulice, silnice a mosty; hromadná doprava, letiště a letecká síť; vodárny a vodní zdroje; čistírny odpadních vod; zpracování komunálního odpadu; výroba a přenos elektrické energie; telekomunikace a zpracování nebezpečného odpadu – tak i ke složeným polyfunkčním systémům.“

## V českém prostředí
V českém prostředí definuje veřejnou infrastrukturu stavební zákon (zákon č. 283/2021 Sb.).
Podle tohoto zákona jsou veřejnou infrastrukturou pozemky, stavby a zařízení sloužící veřejné potřebě, a to
1. dopravní infrastruktura, kterou jsou zejména stavby pozemních komunikací, drah, vodních cest, leteckých staveb a s nimi související stavby a zařízení;
2. technická infrastruktura, kterou jsou zejména systémy a sítě technické infrastruktury a s nimi související stavby a zařízení pro zásobování vodou, odvádění a čištění odpadních vod, energetiku, včetně výroben a zdrojů energie, zařízení pro akumulaci energie, dobíjecích stanic a zásobníků plynu, produktovody a elektronické komunikace, a dále stavby a zařízení ke snižování nebezpečí v území a pro zlepšování stavu povrchových a podzemních vod nebo k nakládání s odpady;
3. zelená infrastruktura, kterou je plánovaný, převážně spojitý systém ploch a jiných prvků vegetačních, vodních a pro hospodaření s vodou, přírodního a polopřírodního charakteru, které svým cílovým stavem umožňují nebo významně podporují plnění široké škály ekosystémových služeb a funkcí; součástí zelené infrastruktury je také územní systém ekologické stability;
4. občanské vybavení, kterým jsou stavby, zařízení a pozemky sloužící k zajištění základních potřeb obyvatel, zejména pro vzdělávání, výchovu a sport, sociální a zdravotní služby, kulturu, veřejnou správu a ochranu obyvatelstva;
5. veřejné prostranství, zřizované nebo užívané ve veřejném zájmu[1] – viz § 34 zákona č. 128/2000 Sb., o obcích (obecní zřízení), ve znění pozdějších předpisů.

## Význam
Význam infrastruktury nespočívá jen ve veřejném zařízení, ale i v jeho správě, údržbě a rozvoji, který souvisí se společenskými požadavky a fyzickým světem, aby usnadnil dopravu lidí a zboží, poskytl vodu k pití i technickému využití, bezpečně naložil s komunálním odpadem, poskytl energii, kde je třeba a přenesl informace v rámci komunit a mezi nimi.
Ovšem je velký rozdíl mezi veřejnou infrastrukturou a infrastrukturou obecně. Obecně se infrastrukturou rozumí propojovací a zabezpečovací prvky určitého souboru movitých nebo nemovitých věcí, kterým infrastruktura vytváří základní prostředky pro komunikaci a zabezpečení. Vlastní infrastrukturu má i domácnost, rodinný dům na vlastním pozemku, obytné domy s více bytovými jednotkami, následuje obec atd. Stejně tak má vlastní infrastrukturu třeba armáda, např. výcvikové a skladovací prostory pro zálohy, přitom každá taková nemovitost je podle stavebního zákona stavbou.
V tomto je definice dle stavebního zákona jednoznačně orientována na veřejnou oblast, tedy celospolečenský zájem, čímž nepostihuje soukromou a individuální stránku a proto ji není možné považovat za obecnou.